# Agustín Gaínza
Agustín Gaínza Vicandi (Basauri, 28 de maio de 1922 - 6 de janeiro de 1995) foi um futebolista e treinador espanhol.

## Carreira
Agustín Gaínza fez parte do elenco da Seleção Espanhola de Futebol da Copa do Mundo de 1950. Ele fez cinco partidas. É o sexto jogador que mais vestiu a camisa do Athletic Bilbao, com 493 partidas entre 1940 e 1959.